# Гарайоа
Гарайоа (баск. Garaioa (офіційна назва), ісп. Garayoa) — муніципалітет в Іспанії, у складі автономної спільноти Наварра. Населення — 112 осіб (2009).
Муніципалітет розташований на відстані близько 350 км на північний схід від Мадрида, 35 км на схід від Памплони.

## Демографія
Динаміка населення (INE ):

## Галерея зображень

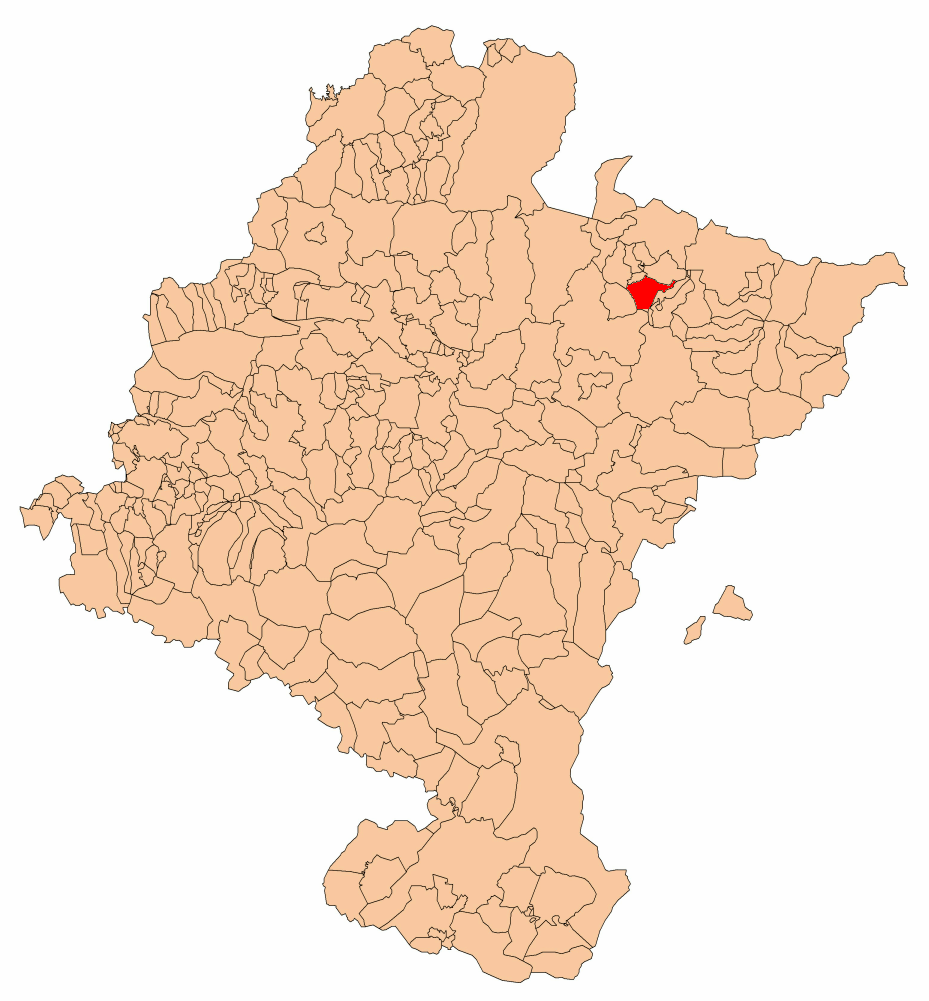
Розташування муніципалітету